# Mile-a-Minute Kendall
Mile-a-Minute Kendall è un film muto del 1918 diretto da William Desmond Taylor.
Il protagonista della storia, tratta da un lavoro teatrale di Owen Davis, era interpretato da Jack Pickford.

## Trama
Jack "Mile-a-Minute" Kendall è un giovanotto che appartiene a una famiglia benestante. Senza preoccuparsi di trovare un lavoro, vive allegramente corteggiando le ballerinette. Invaghito di Rosalynde d'Aubre, una cacciatrice di dote senza molti scrupoli, progetta di sposarla e così la porta in campagna, nella casa dei suoi. Philip Lund, un amico di famiglia, si rende immediatamente conto di che tipo sia Rosalynde e le offre 5.000 dollari per sparire.
Jack viene consolato da Joan, un'amica d'infanzia, figlia di un albergatore avaro e irascibile. Il buon carattere di Joan e la sua fiducia in lui spingono Jack a mettersi al lavoro per portare a termine il progetto di un motore che gli procura una grossa fortuna. I genitori, finalmente orgogliosi di lui, sono felici di accogliere in famiglia la dolce Joan.

## Produzione
Il film fu prodotto dalla Famous Players-Lasky Corporation e Oliver Morosco Photoplay Company.

## Distribuzione
Distribuito dalla Paramount Pictures e dalla Famous Players-Lasky Corporation, uscì nelle sale cinematografiche USA il 5 maggio 1918.
Nei panni di un ricco giovanotto che perde la testa per una sfrontata "cercatrice d'oro", il fratello della celebre Mary si trova ad avere una relazione con l'altra sorella, la meno nota Lottie, la qual cosa non entusiasmò la stampa dell'epoca. "Variety" (10 maggio 1918) scrisse: Somehow the idea of a sister "vamping" her own brother is not exactly palatable...